# Règle fondamentale
En psychanalyse, la règle fondamentale (die Grundregel) invite le patient (ou l' « analysant ») à dire au cours de la cure tout ce qui lui vient à l'esprit (méthode de l'association libre). Implicitement et corrélativement, il est imparti à  l'analyste un mode d'écoute impliquant la neutralité de son « attention en libre ou égal suspens » (dite plus traditionnellement en français « attention flottante »).

## Définition
Dans la « situation psychanalytique » (c'est-à-dire la cure), le patient est invité à « dire ce qui lui vient à l'esprit, même si cela lui apparaît futile, absurde ou déplaisant ». Selon Jean Laplanche et Jean-Bertrand Pontalis, la règle de « libre association » n'est apparue à Freud « comme fondamentale » que progressivement. Jean-Luc Donnet précise que c'est « corrélativement, mais implicitement » qu'elle « impartit à l'analyste un mode d'écoute (“attention également flottante”) auquel l'a préparé » son expérience personnelle de la situation analytique.